# Олсип (Илиноис)
Олсип (енгл. Alsip) град је у америчкој савезној држави Илиноис.

## Демографија
По попису из 2010. године број становника је 19.277, што је 448 (-2,3%) становника мање него 2000. године.
| Група             | 2000.          | 2010.          |
| Белци             | 15.122 (76,7%) | 11.272 (58,5%) |
| Афроамериканци    | 1.991 (10,1%)  | 3.495 (18,1%)  |
| Азијати           | 415 (2,1%)     | 440 (2,3%)     |
| Хиспаноамериканци | 1.727 (8,8%)   | 3.842 (19,9%)  |
| Укупно            | 19.725         | 19.277         |